# 549663 Barczaszabolcs
549663 Barczaszabolcs è un asteroide della fascia principale. Scoperto nel 2011, presenta un'orbita caratterizzata da un semiasse maggiore pari a 2,3788104 au e da un'eccentricità di 0,1448887, inclinata di 6,45286° rispetto all'eclittica.
L'asteroide è dedicato all'astronomo ungherese Szabolcs Barcza.